# Muerte de Debanhi Escobar
La muerte de Debanhi Escobar fue un suceso mediático sobre la desaparición y fallecimiento de esta joven mexicana, cuyo cuerpo apareció a finales de abril de 2022. 
Semanas antes, el 9 de abril, se viralizó una fotografía de Debanhi tomada la madrugada de ese día, donde se le observaba parada a un lado de la autopista Monterrey–Nuevo Laredo. Tras ser reportada como desaparecida, una búsqueda por su paradero transcurrió durante trece días hasta el 22 de abril, día en que su cadáver en estado de putrefacción fue hallado al interior de la cisterna de un motel cercano a la zona de su extravío.

## Biografía
Debanhi Susana Escobar Bazaldúa nació el 4 de septiembre de 2003 en Monterrey. Al año y cuatro meses de edad, fue adoptada por sus tíos, Mario Escobar y Dolores Bazaldúa. Los tres vivían en la colonia La Enramada, en Apodaca. Era estudiante de derecho en la Universidad Autónoma de Nuevo León.

## Cronología

### Desaparición
Alrededor de las 11 de la noche del viernes 8 de abril de 2022, Escobar salió de su casa para ir a una fiesta a la que fue acompañada por dos amigas; Saraí (a quien conocía 3 meses atrás) e Ivonne (a quien conoció esa noche). Cerca de las 23:30, las tres llegaron en un taxi de plataforma digital a una reunión en la calle Simón Bolívar, en el centro de San Nicolás, lugar en donde además fueron a una tienda de autoservicio a comprar una botella de vodka y otros artículos para acompañar la bebida. En declaraciones se menciona que Escobar consumió bebidas alcohólicas, y después, la chica y sus acompañantes se trasladaron a otra fiesta en el centro de San Nicolás en donde nadie les abrió; ante esto decidieron irse a otra reunión solicitando un taxi de la plataforma DiDi. Las amigas comentaron en una declaración que pidieron un automóvil de esta compañía a las 00:49 del sábado 9 de abril, y lo abordaron a la 1:00, el cual las llevaría a una Quinta ubicada en Vía Numancia, Colonia Nueva Castilla, del municipio de Escobedo. Al ver que ahí los festejos habían concluido, decidieron ir en búsqueda de otra fiesta a la 1:20, hallando una en la Quinta el Diamante, ubicada en la calle Numancia; cerca del lugar donde habían llegado. A pesar de que el organizador de la celebración no las conocía, les permitió la entrada, y en algún momento de la 1:30 Escobar salió de la misma y tuvo una confrontación con algunos invitados del lugar, quienes comentaron que se encontraba en estado de ebriedad.
Aproximadamente entre las 3:29 y las 3:36, Juan David, el chofer que las había llevado y a quien le habían pedido su número de celular, recibió un mensaje de Ivonne pidiéndole que se llevara a Escobar desde el sitio en el que estaban hasta su domicilio en Apodaca. El hombre aseguró que tanto la chica del mensaje, como Saraí, le pidieron que solo recogiera a Debanhi porque estaba alcoholizada. Durante el transcurso de las 3:54, fue recogida por David y en las declaraciones que realizó, señaló que la joven se comportó de forma agresiva y quería regresar a la fiesta. Por medio de mensajes, el automovilista le pidió ayuda a sus amigas al percatarse que la dirección de la casa de Escobar era equivocada; siendo las 4:25, la chica decidió bajarse del coche sobre el kilómetro 15.5 de la carretera Vía Numancia y Vía a Nuevo Laredo en la colonia Nueva Castilla, quedándose de pie a un lado del asfalto, escena que fue fotografiada por el conductor a las 4:26 y enviada a las chicas que la acompañaban, mismas que respondieron diciendo «gracias, pero no sabemos qué hacer» añadiendo que Debanhi estaba «insoportable» y les había pegado y mordido. En mensajes intercambiados entre las jóvenes y David, le dijeron que la muchacha había tomado bastante y que inclusive estaban tratando de localizar a su mamá por celular, pero no contestaba, a lo que el chofer replicó diciéndoles que él también le dijo que le marcara, pero ella le comentó que no tenía pila en el teléfono, ofreciéndole que lo cargara en el auto, ella le contestó con groserías diciendo que «le valía».
Comenzó a deambular caminando sobre el camellón de la carretera donde se bajó y fue captada cruzando la calle a las 4:29 por las cámaras de seguridad de una empresa de transporte llamada Alcosa, donde posiblemente tenía pensado pedir ayuda pero no lo hizo, ni tampoco ingresó a pesar de llegar a la entrada y asomarse a la caseta del sitio. Siguió caminando hasta llegar a un motel de nombre Nueva Castilla a las 4:33, donde fue captada por 2 cámaras; una dentro de un restaurante fuera de servicio contiguo al motel, mismo en el que se le vio correr en los alrededores, y otra que se encontraba en la caseta de cobro del establecimiento, por donde entró corriendo. Está última grabación marcaba las 4:35, pero de acuerdo al DVR que se aseguró por la fiscalía, se mostró un desfase de 2 minutos adelante. En ninguna de las dos se apreció que alguien la estuviese persiguiendo. Finalmente, a las 4:56, aunque en realidad eran las 4:54 porque esta cámara igual estaba desfasada, aún sin observarse que alguien la siguiera, es grabada caminando hacia la zona de cisternas cercanas al restaurante sin servicio; la construcción de ese establecimiento era circular por lo que le tuvo que dar toda la vuelta para llegar ahí, después de esto no se volvió a saber de ella. Esa área estaba delimitada por una barda de 2.6 metros con protección de alambre de púas en los bordes, sin salidas a la calle, ni acceso a vehículos. Otra barda que separaba las cisternas tenía menos altura con solo 2.20 metros y del lugar donde Escobar fue captada por última vez al primero de tres depósitos de este tipo que había en el motel, 2 de los cuales estaban abiertos, existía una distancia de 11.79 metros.
Mario Escobar reportó ante la FGJENL la desaparición de su hija. En redes sociales y medios de comunicación comenzó a circular la ficha de búsqueda de la muchacha, acompañada de la fotografía tomada por el chofer.

### Búsqueda
El 10 de abril, María de la Luz Balderas Rodríguez, titular de la Comisión Local de Búsqueda de Personas de Nuevo León, anunció en conferencia de prensa la integración de un comité de emergencia para buscar a Escobar. El 12 de abril, se reportó la detención del conductor que la recogió y abandonó sobre la autopista. Según la FGENL, al no encontrarle elementos de culpabilidad y aportar la fotografía, fue liberado. Ese día la familia de la chica convocó a sus familiares, amigos y a la población en general a realizar una búsqueda masiva en las inmediaciones del sitio donde desapareció.
El 18 de abril se recolectaron y analizaron algunos videos procedentes de los negocios y sitios circundantes en los que se le vio por última vez. Las investigaciones se extendieron a estados colindantes. Autoridades reportaron que había personas dando pistas falsas del paradero de la joven.
El 19 de abril, fueron cateados distintos negocios cercanos al lugar de su desaparición, entre ellos la empresa Alcosa y el motel Nueva Castilla; asimismo, un departamento en el centro de Monterrey. Además, gracias a estas búsquedas también se reportó que se hallaron otros cuerpos de jóvenes desaparecidas. De forma particular, el padre de Escobar junto a un grupo de personas comenzó a rebuscar en pozos y cisternas a kilómetros a la redonda.

### Descubrimiento de su cuerpo
El 21 de abril, Mario Escobar autorizó que se sumara una célula de la Comisión Nacional de Búsqueda a las labores de investigación. La noche de ese día, un cadáver fue hallado dentro de una cisterna de cuatro metros de profundidad, ubicada en el motel Nueva Castilla, lugar donde las autoridades habían permanecido durante trece días sin encontrar nada. Al día siguiente y luego de que se le realizaran pruebas de ADN a la madre biológica de Escobar, se confirmó que el cuerpo era de ella; este se encontraba en fase enfisematosa de putrefacción, lo que indicaba una data de muerte de cinco días a dos semanas. La FGJENL determinó que la causa de su deceso se debió a una «contusión profunda de cráneo», versión que sus familiares descalificaron. Además, las autoridades reconocieron que la cisterna donde se encontró a la joven ya había sido investigada en cuatro ocasiones, inclusive con la presencia de diversas autoridades estatales.
De acuerdo a la FGJENL, ese sitio volvió a ser revisado después de que empleados del motel informaran sobre la emanación de gases provenientes de ahí. Con esto como antecedente, los agentes policiales alegaron que no la habían podido encontrar antes debido a una «falla masiva humana». A esto último su papá reaccionó afirmando que a su hija la habían «plantado porque estuvo con vida durante varios días», dando a entender que alguien la había asesinado para posteriormente colocar sus restos dentro de la cisterna.

### Eventos posteriores
El 22 de abril, Andrés Manuel López Obrador, el presidente de México, lamentó la muerte de la joven y ofreció el apoyo de la Fiscalía General de la República para la conducción del caso, mientras que en Nuevo León, Samuel García, el gobernador del estado, apeló a la fiscalía por su celeridad y transparencia en la investigación y declaró que desconocía el contenido de la investigación. Al día siguiente, el funeral de Escobar fue realizado y sus restos fueron enterrados en el Panteón Municipal de Galeana, ubicado en Ejido Laguna de Labradores, Nuevo León.

## Investigación
Medios de comunicación informaron de versiones de la fiscalía en las cuales la muerte de Debanhi fue declarada como un accidente, presuntamente por haber caído a la cisterna, versión que su familia rechazó. Mario Escobar afirmó que su hija fue asesinada y reveló que la fiscalía le había mostrado previamente videos donde se observa que el chofer que la recogió la acosó sexualmente, ya que él observó como el conductor le tocó los senos sin su consentimiento, razón por la cual Escobar habría pedido bajar del auto. Asimismo, comentó que el cuerpo de su hija fue «sembrado» en la cisterna donde fue hallada.
El 24 de abril, ante las declaraciones de la fiscalía neolonesa, la familia de Debanhi comunicó que reclamó una segunda autopsia. Medios de comunicación publicaron un video de Escobar que recibieron por filtración; donde se le observa caminando presuntamente con dirección al motel en donde fue encontrada sin vida. Ese día la FGJENL anunció que, por protocolo, el caso sería investigado como un feminicidio, por lo que las indagatorias se pusieron a cargo de la Fiscalía Especializada en Feminicidios y Delitos contra las Mujeres de esa institución.
El 26 de abril, la FGEJNL hizo públicos nuevos videos en los que se muestra a Escobar, a pesar de que tanto el motel como la propia fiscalía habían afirmado días antes que no existían más videos sobre los hechos. El padre de la víctima objetó públicamente el hecho, y afirmó que dichos videos debieron ser publicados antes, acusando a las autoridades de negligencia. Al día siguiente, se anunció que Griselda Núñez, la titular de la Fiscalía de Feminicidios, se convertiría en vocera del caso, en sustitución de Rodolfo Salinas y Javier Caballero, quienes fueron cesados de sus puestos por presuntas irregularidades en el mismo. Además, el día 28 del mismo mes, el presidente Andrés Manuel López Obrador ordenó formar un grupo interinstitucional para colaborar en las investigaciones y se informó que se reclasificó el delito a investigar, de desaparición forzada a feminicidio.
El 12 de mayo, se dio a conocer la existencia de otros 15 videos de videovigilancia de la zona que tenían que ver con el caso. Asimismo, se realizó una nueva diligencia forense en el motel Nueva Castilla a solicitud de la familia de la víctima, particularmente en una habitación, el estacionamiento y la cisterna donde fue encontrada.
El 13 de mayo, el periódico español El País informó que tuvo acceso al segundo dictamen que ordenó la familia de Escobar. Dicha investigación independiente a la realizada por la FGJENL, expuso que la causa de la muerte de la joven fue provocada por golpes severos en la cabeza causados por un «agente mecánico contundente», además de que su cuerpo registraba más lesiones, signos de violencia sexual y también concluía que había muerto antes de llegar al sitio de su hallazgo, sin presentar signos de ahogamiento. En resumen, la mecánica de las lesiones mostró indicios de «muerte violenta feminicida». Según El País, la FGJENL integró este peritaje en la carpeta de investigación del caso. Ese mismo día mediante una transmisión en video, Mario Escobar anunció que tomaría acciones legales contra el personal de la FGJENL, quienes presuntamente habrían hecho una filtración informativa a los medios de comunicación Milenio y El País, dándoles acceso a materiales y expedientes que eran parte de una investigación en curso, incluidos las dos autopsias.
El 16 de junio, durante una de las conferencias matutinas realizadas por el presidente de México, fue informado por el subsecretario de Seguridad, Mejía Berdeja, que el cuerpo de Escobar se exhumaría el día 30 del mismo mes para realizarle una tercera autopsia con ayuda de un grupo de expertos médicos. El cadáver finalmente sería desenterrado el 1 de julio, siendo trasladado al Hospital Universitario de Monterrey, Nuevo León, con resultados forenses esperados de 24 a 72 horas. Al día siguiente el sábado 2 de julio, el examen post mortem fue concluido durante la madrugada, y sus restos volvieron a ser inhumados en la misma tumba y cementerio en el que descansaban.
El 18 de julio, los resultados forenses de su tercera necropsia fueron informados en una conferencia realizada por Felipe Takeshi, director del Instituto de Ciencias Forenses TSJCDMX, con los cuales se descubrió lo siguiente: 
- Se estableció que la causa de su muerte fue debido a asfixia por sofocación en su variedad de obstrucción de orificios respiratorios.
- El intervalo post mortem establecido por los hallazgos macroscópicos y los signos cadavéricos, fue de 3 a 5 días a partir del día en que fue localizada.
- No se encontraron evidencias o lesiones que sustentaran violencia sexual.
- Se descartó la posibilidad de una asfixia por sumersión.[45]

En enero de 2023, dos trabajadoras del motel Nueva Castilla fueron imputadas por el delito de «falsedad de declaraciones» y «encubrimiento». El 10 de enero, fueron vinculadas a proceso.

## Controversias

### Llamadas telefónicas
Uno de los principales motivos de críticas hacia Mario Escobar, su padre adoptivo, fue el hecho de nunca haber contestado su teléfono la noche en que Debanhi desapareció, pese a haber sido contactado en cinco ocasiones por las acompañantes de la susodicha; lo anterior le resultó el ser calificado como un padre despreocupado.

### Proyectos biográficos
Entre enero y junio de 2023, a tan solo un año después de su muerte, comenzó a hablarse de una posible serie biográfica sobre el caso de su fallecimiento, la cual se encontraba siendo planeada por sus padres adoptivos. Sin embargo, el proyecto fue rápidamente criticado al considerarse que de esta forma se explotaba la imagen de la joven, por lo que no se volvieron a dar actualizaciones sobre la realización de dicha producción.
En octubre de 2023, se informó que se había grabado un documental acerca del caso de su muerte, el cual su padre adoptivo reprobó, añadiendo que tomaría acciones legales contra dicho reportaje en el que se «revictimizaba» a su hija.
A pesar de sus anteriores negativas a hacer un reportaje sobre la muerte y desaparición de Debanhi, en diciembre de 2024, Mario Escobar anunció que una producción documental sobre el caso de su hija sería lanzada en 2025 a través de plataformas de streaming, siendo nuevamente acusado de «lucrar» con la tragedia de la joven.

### Tumba vandalizada
El 24 de diciembre de 2023, los padres de Debanhi denunciaron que su tumba había sido saqueada y vandalizada por personas desconocidas. En adición, se reportó que otras nueve tumbas del mismo panteón también habían sido profanadas.

## En la cultura popular
En 2025, a casí tres años del suceso, se estrenó la serie documental TODAS. Debanhi, una historia de redes, en el que además del caso Debanhi, se relatan otros dos sucesos similares en territorio neoleonés.